# John H. Rogers

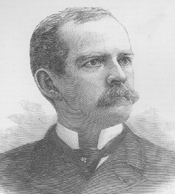
John H. Rogers

John Henry Rogers (* 9. Oktober 1845 bei Roxobel, Bertie County, North Carolina; † 16. April 1911 in Little Rock, Arkansas) war ein US-amerikanischer Jurist und Politiker. Zwischen 1883 und 1885 vertrat er den dritten sowie von 1885 bis 1891 den vierten Wahlbezirk des Bundesstaates Arkansas im US-Repräsentantenhaus.

## Werdegang
Im Jahr 1852 kam John Rogers mit seinen Eltern in den Staat Mississippi, wo sich die Familie in der Nähe von Madison Station niederließ. Dort besuchte John die öffentlichen Schulen. Trotz seiner Jugend nahm Rogers ab 1862 als Soldat der Konföderation am Bürgerkrieg teil. Bis zum Ende des Krieges hatte er den Rang eines Oberleutnants erreicht. Nach dem Krieg setzte Rogers seine Ausbildung am Centre College in Danville (Kentucky) fort. Danach studierte er bis 1868 an der University of Mississippi in Oxford Jura. Nach seiner im selben Jahr erfolgten Zulassung als Rechtsanwalt begann er in Canton in diesem Beruf zu arbeiten.
Im Jahr 1869 zog Rogers nach Fort Smith in Arkansas, wo er ebenfalls als Anwalt praktizierte. Zwischen 1877 und 1882 war er dort Bezirksrichter. Er wurde Mitglied der Demokratischen Partei, als deren Kandidat er 1882 im dritten Distrikt von Arkansas in das US-Repräsentantenhaus in Washington, D.C. gewählt wurde. Dort löste er am 4. März 1883 Jordan E. Cravens ab. Rogers vertrat diesen Bezirk bis zum 3. März 1885 nur für eine Legislaturperiode; dann übernahm Thomas Chipman McRae diesen Sitz. John Rogers kandidierte aber bei den Wahlen des Jahres 1884 erfolgreich im vierten Distrikt. Nach einigen Wiederwahlen konnte er dieses Gebiet zwischen dem 4. März 1885 und dem 3. März 1891 als Nachfolger von Samuel W. Peel im Kongress vertreten. Von 1887 bis 1889 war er Vorsitzender des Committee on Mileage. Im Vorfeld der Wahlen des Jahres 1890 verzichtete Rogers auf eine erneute Kandidatur.
Nach dem Ende seiner Zeit im Kongress arbeitete er wieder als Anwalt in Fort Smith. Im Jahr 1892 war er sowohl Delegierter zum Parteitag der Demokraten von Arkansas als auch zur Democratic National Convention in Chicago, auf der Ex-Präsident Grover Cleveland erneut für das höchste Amt der Vereinigten Staaten nominiert wurde. Später ernannte der inzwischen zum Präsidenten gewählte Cleveland Rogers zum Richter am Bundesbezirksgericht für den westlichen Teil des Staates Arkansas. Dieses Amt übte er ab 1896 bis zu seinem Tod im Jahr 1911 aus.